# Robești
Robești falu Romániában, Erdélyben, Fehér megyében. Közigazgatásilag Aranyosszohodol községhez tartozik.

## Fekvése
Pojén közelében fekvő település.

## Története
Robeşti korábban Pojén része volt, 1956-ban vált külön településsé 99 lakossal. 1966-ban 62, 1977-ben 70, 2002-ben pedig 18 román lakosa volt.